# Первомайское (Оренбургская область)
Первомайское — село в Соль-Илецком районе Оренбургской области России. Административный центр Первомайского сельсовета.

## География
Расположено к югу от райцентра Соль-Илецка, на расстоянии в 20 км.

## История
Основано 1 мая 1927 г. (что отмечено в названии населённого пункта) жителями села Уил (Казахстан) и казахских аулов Ебулда и Малая Хобда.

## Население
| 2010 |
| ---- |
| 917  |